# Авдонин, Александр Николаевич (поэт)
Александр Николаевич Авдонин (1923—1993) — русский поэт.

## Биография
Родился 18 ноября 1923 года в селе Лопатино Тарусского уезда Калужской губернии в крестьянской семье. Семья была по тем временам обычной: шестеро детей, мать — простая колхозница, отец — бухгалтер в Тарусе. Начальную школу будущий поэт окончил в Лопатине, а среднюю — в Тарусе, куда переехала семья.
Участник Великой Отечественной войны, радист, за боевые заслуги награждён орденами и медалями.
После увольнения из армии заочно окончил МГУ. Работал первым секретарём Тарусского райкома ВЛКСМ, заведующим отделом областной газеты «Молодой ленинец», редактором одной из районных газет Калужской области, старшим редактором Приокского книжного издательства.
Первые стихи напечатаны в 1947 году в газете Южной группы войск «Советский воин».
Первая книга стихов вышла в 1958 году. Вторая «Откровение» — в 1962-м. За ними последовали сборники «Время и сердце», «Искорка», «Тарусский причал» и другие.
Сборник стихов и поэм «Полдень» опубликован в 1973 году московским издательством «Современник», и там же была издана книга «Над вечной рекой» (1983).
Был ответственным секретарем Калужской областной организации Союза писателей.
Умер в августе 1993 года в Калуге.

## Сочинения
- Мелодии любви [Текст] / Александр Авдонин / Тула : Приок. кн. изд-во, 1978
- Авдонин, Александр Николаевич. Хорошие знакомые [Текст] : [Стихи]. Калуга : Газ. «Знамя», 1958
- Авдонин, Александр Николаевич. Хлеб, любовь и звезды [Текст] : [Стихи] / [Ил.: В. Луканин]. Тула : Приок. кн. изд-во, 1967
- Авдонин, Александр Николаевич Первая учительница [Текст] : [Е. А. Добромыслова. Сред. школа № 1 Малоярославца]. Тула : Приок. кн. изд-во, 1966
- Авдонин, Александр Николаевич. Откровение [Текст] : Стихи. Калуга : Кн. изд-во, 1962
- Авдонин, Александр Николаевич Искорка [Текст] : Стихи. Тула : Приок. кн. изд-во, 1965
- Авдонин, Александр Николаевич Время и сердце [Текст] : Стихи. Калуга : Кн. изд-во, 1963
- Поле жизни : Стихи, поэмы / Александр Авдонин; [Худож. Н. В. Акиншин]. Тула : Приок. кн. изд-во, 1983.
- Калуга [Текст] : [Альбом репродукций] / [Предисл. А. Авдонина]; [Репродукции Е. Киреев, Р. Курчик, Ф. Елгин [и др.]]. Москва : Сов. художник, 1971
- Авдонин, Александр Николаевич Тарусский причал [Текст] : [Лирич. повесть]. [Встреча на вокзале] : [Поэма]. [Когда цвела черемуха] : [Отрывок из поэмы] / [Ил.: Тула : Приок. кн. изд-во, 1970
- Авдонин, Александр Николаевич. Полдень [Текст] : Стихи и поэмы. Москва : Современник, 1973
- Авдонин, Александр Николаевич Влюбленность [Текст] : Стихи и поэмы / [Ил.: Н. А. Ращектаев] [Тула] : Приок. кн. изд-во, 1973.
- Влюбленность : стихи и поэмы / А. Н. Авдонин; [худож. Н. А. Ращектаев]. — Тула : Приокское книжное издательство, 1973. — 152 с. : ил. ; 14 см. — Содерж.: Стихи. Поэмы : Тарусский причал ; Встреча на вокзале. — 15000 экз.
- Над вечной рекой : стихи, поэмы / А. Н. Авдонин. — Москва : Современник, 1983. — 109 с. : ил. ; 16 см. — Содерж.: Стихи ; Поэмы: Ранний хлеб ; Встреча на вокзале ; Тарусский причал : лирическая повесть. — 20000 экз.
- Мелодии любви / Александр Авдонин. — Тула : Приокское книжное издательство, 1978. — 223 с. : ил. ; 17 см. — (Кн. лирики). — Циклы : Передний край ; Время и судьбы ; Простор ; Есть эта тайна.. — 15000 экз.